# 100 Miles and Runnin’ (singel)
100 Miles and Runnin’ – singel amerykańskiego zespołu hip-hopowego N.W.A, który promował album o tej samej nazwie. Utwór znalazł się także na albumach Greatest Hits i The Best of N.W.A: The Strength of Street Knowledge. Singel uplasował się na 38. miejscu notowania Hot Dance Singles Sales.